# Crespinitella
Crespinitella es un género de foraminífero bentónico de la familia Hippocrepinellidae, de la superfamilia Astrorhizoidea, del suborden Astrorhizina y del orden Astrorhizida. Su especie tipo es Hippocrepinella biaperta. Su rango cronoestratigráfico abarca el Pérmico.

## Discusión
Clasificaciones previas incluían Crespinitella en la familia Dryorhizopsidae, así como en el suborden Textulariina del orden Textulariida.

## Clasificación
Crespinitella incluye a las siguientes especies:
- Crespinitella biaperta